# 岩柃
岩柃（学名：Eurya saxicola）为山茶科柃木属下的一个种。